# ژان-مارک بار
ژان-مارک بر (انگلیسی: Jean-Marc Barr؛ زادهٔ ۲۷ سپتامبر ۱۹۶۰) بازیگر اهل ایالات متحده آمریکا است. از فیلم‌هایی که وی در آن نقش داشته است می‌توان به رئیس همه، رقصنده در تاریکی، آبی بیکران، شکستن امواج، اروپا، عشاق و مندرلی اشاره کرد.